# Српска православна црква у Вилову
Српска православна црква у Вилову, месту у општини Тител, је изграђена 1806. године и представља споменик културе од изузетног значаја.
Црква је подигнута на месту црквене грађевине из 1745. године, посвећена је Великомученику Стефану Дечанском. Представља грађевину изграђену у духу класицизма и обрадом фасада сведеним украсом.
Посебну уметничку вредност поседује иконостас који је пренет из неке веће цркве, што се запажа по скраћењима којима је уклопљена у садашњи храм. Иконостас је 1752. године осликао Стефан Тенецки, чији је ово најранији датирани рад, са стилским одликама наступајућег барока. Тако да постаје један од наших првих уметника који су се окренули западњачким узорима. Манир новог сликарства најуочљивији је на представама Богородице и Светог Николе. 
Конзерваторски радови изведени су 1979. године.